# Palais Rusiecki

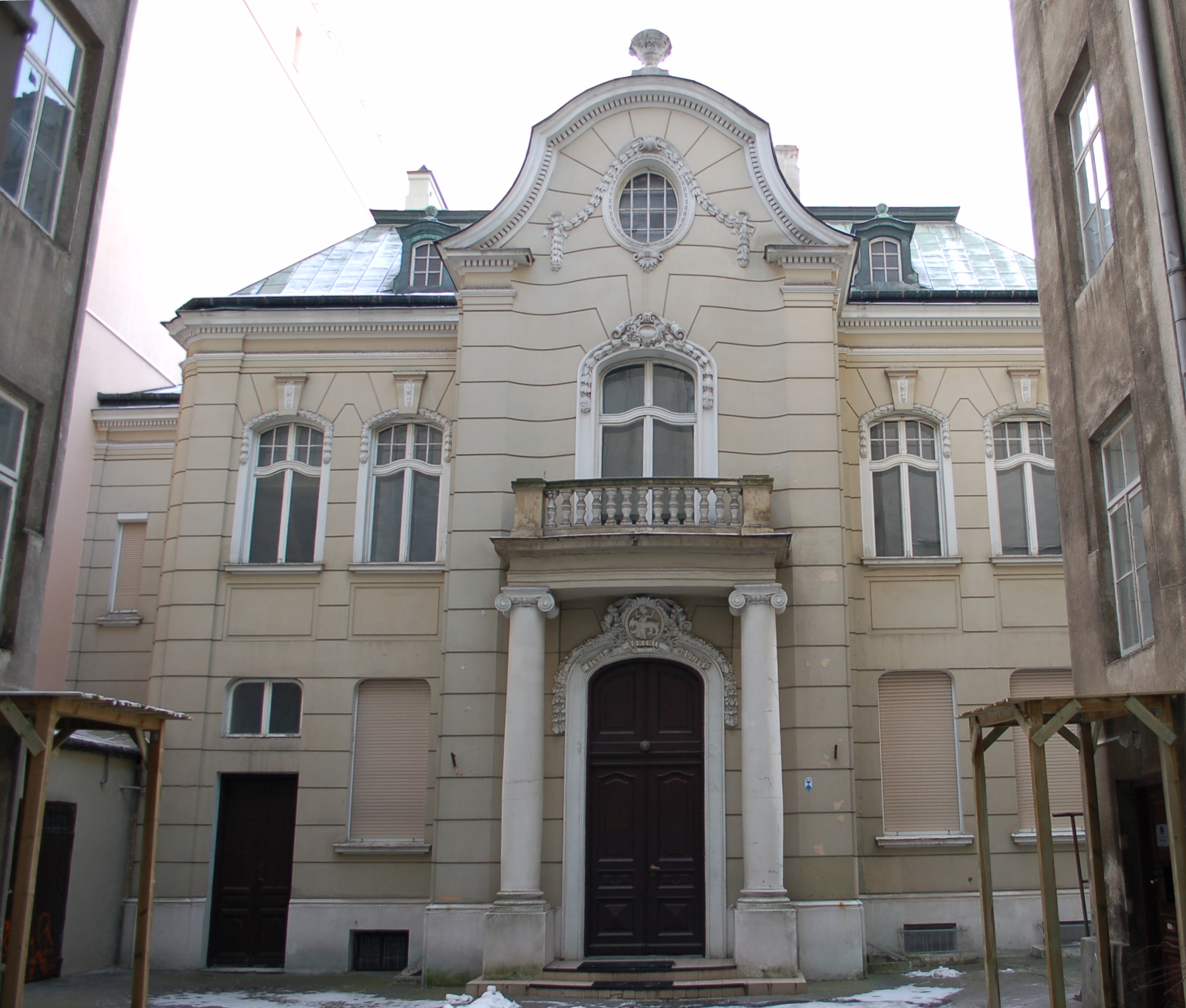
Vorderfront des in einem dunklen Hinterhof gelegenen Palais

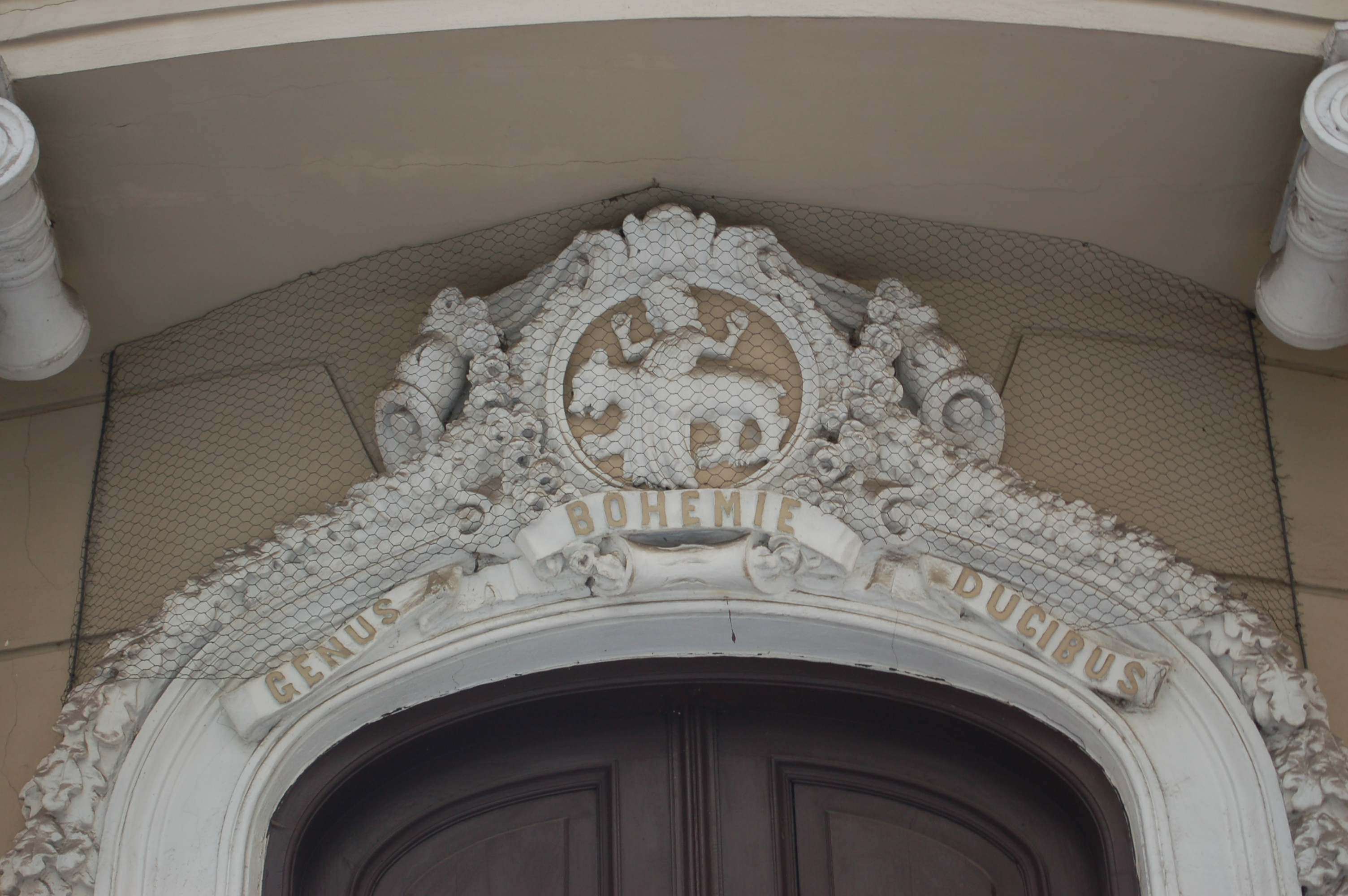
Das Familienwappen des Erbauers über dem Eingang

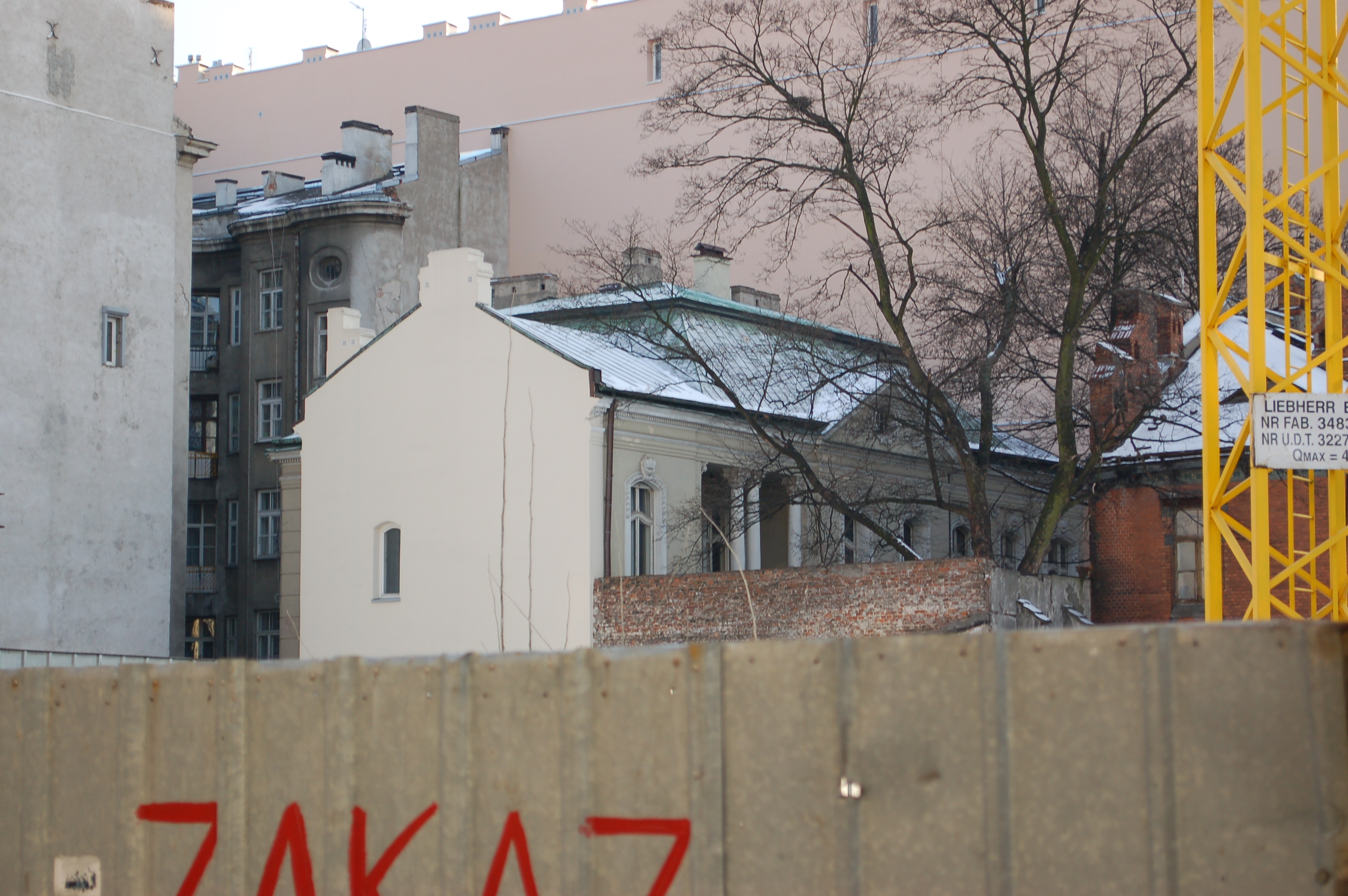
Die Rückseite des Palais grenzt an die derzeit einem weitgehenden Neubau unterzogenen, historischen Koszykowa-Handelshallen an

Das Rusiecki-Palais in der Warschauer Ulica Lwowska 13a ist eine denkmalgeschützte (Nr. 772-A vom 1. Juli 1965) Stadtvilla, die heute teilsaniert und ungenutzt ist, und zukünftig vermutlich als Warschauer Sitz einer wissenschaftlichen Gesellschaft genutzt werden wird. Das Objekt befindet sich verborgen in einem Hinterhof im Innenstadtdistrikt und ist deshalb weitgehend unbekannt.

## Geschichte
Das 1912 errichtete Palais liegt hinter einem höheren, an der Straßenfassade prächtig verzierten Mietshaus, das etwa zeitgleich entstand. Es wurde auf einem rechteckigen Grundriss im Stil des Eklektizismus für den wohlhabenden Warschauer Sammler Stanisław Ursyn Rusiecki errichtet. Entwurf und Ausführung gehen vermutlich auf das Architektenbüro von Józef Napoleon Czerwiński und Wacław Heppen zurück. Auffallend ist an der im Hinterhof liegenden Eingangsseite der Mittelrisalit mit der von zwei Säulen und einem kleinen Balkon eingerahmten hohen und schmalen Eingangstür zum Gebäude. Über dieser Tür befindet sich das Wappen (Bär und Jungfrau) der Familie (Rawa Rusiecki) des Erbauers sowie die Inschrift „Genus - a Bohemiae - Ducibus“, die Bezug auf die böhmischen Wurzeln der Erbauerfamilie nimmt. Das Wappen taucht in den Innenräumen, die teilweise mit Wandmalereien versehen sind, noch mehrfach auf. Der rückwärtige kleine Garten (hier trägt das Gebäude einen Dreiecksgiebel über einem größeren Balkon, der zwei eingestellte Säulen auf der nördlichen Seite beinhaltet) grenzt an das Grundstück der historischen Jugendstil-Handelshallen Hala Koszyki an der Ulica Koszykowa an. Die Gartenfassade ist klassizistischer, wenn auch nicht symmetrisch gestaltet.
Das an der Straße gelegene Mietsgebäude diente Rusiecki als Investitionsobjekt, während in dem kleinen Palast seine Sammlungen untergebracht waren. Dazu gehörten Gemälde, Handschriften, Drucke, Porzellan und Militaria. Ein Teil dieser Objekte stiftete der Sammler später dem Krakauer Nationalmuseum, ein Teil wurde auf Warschauer Bibliotheken verteilt. 1944 übertrug Rusiecki auch den Palast selbst an die Polska Akademia Umiejętności, die das Gebäude aufgrund der damaligen politischen Situation allerdings nicht in Besitz nehmen konnte.
Während des Warschauer Aufstandes wurde im Palais ein Lazarett der Aufständischen eingerichtet. Es überstand den Krieg weitgehend unbeschädigt und diente ab 1954 als Sitz des Vorstandes der Gewerkschaft der Arbeitnehmer für Kultur und Kunst (Federacja Związków Zawodowych Pracowników Kultury i Sztuki). Im Jahr 1973 wurde eine Generalsanierung der Bausubstanz und der Wandmalereien des Palais unter Halina Rudniewska durchgeführt. Am 30. Juni 2011 wurde es an die Polska Akademia Umiejętności rückübertragen.
Im Film "Ile waży koń trojański?" von Juliusz Machulski aus dem Jahr 2008 diente das Palais als Kulisse.